# Góropatwa skalna
Góropatwa skalna, kuropatwa skalna (Alectoris graeca) – gatunek średniej wielkości ptaka z rodziny kurowatych (Phasianidae). Zamieszkuje południową Europę. Osiadły.

## Systematyka
Międzynarodowy Komitet Ornitologiczny (IOC) wyróżnia cztery podgatunki A. graeca:
- A. graeca saxatilis – francuskie Alpy do zachodniej Chorwacji
- góropatwa skalna[4] (A. graeca graeca) – Serbia i Albania do Grecji i Bułgarii
- A. graeca orlandoi – Włochy
- góropatwa sycylijska[4] (A. graeca whitakeri) – Sycylia.

Może tworzyć mieszańce z góropatwą czerwoną (A. rufa) i introdukowaną do Europy góropatwą azjatycką (A. chukar) na terenach, na których zasięg tych gatunków pokrywa się z zasięgiem góropatwy skalnej.

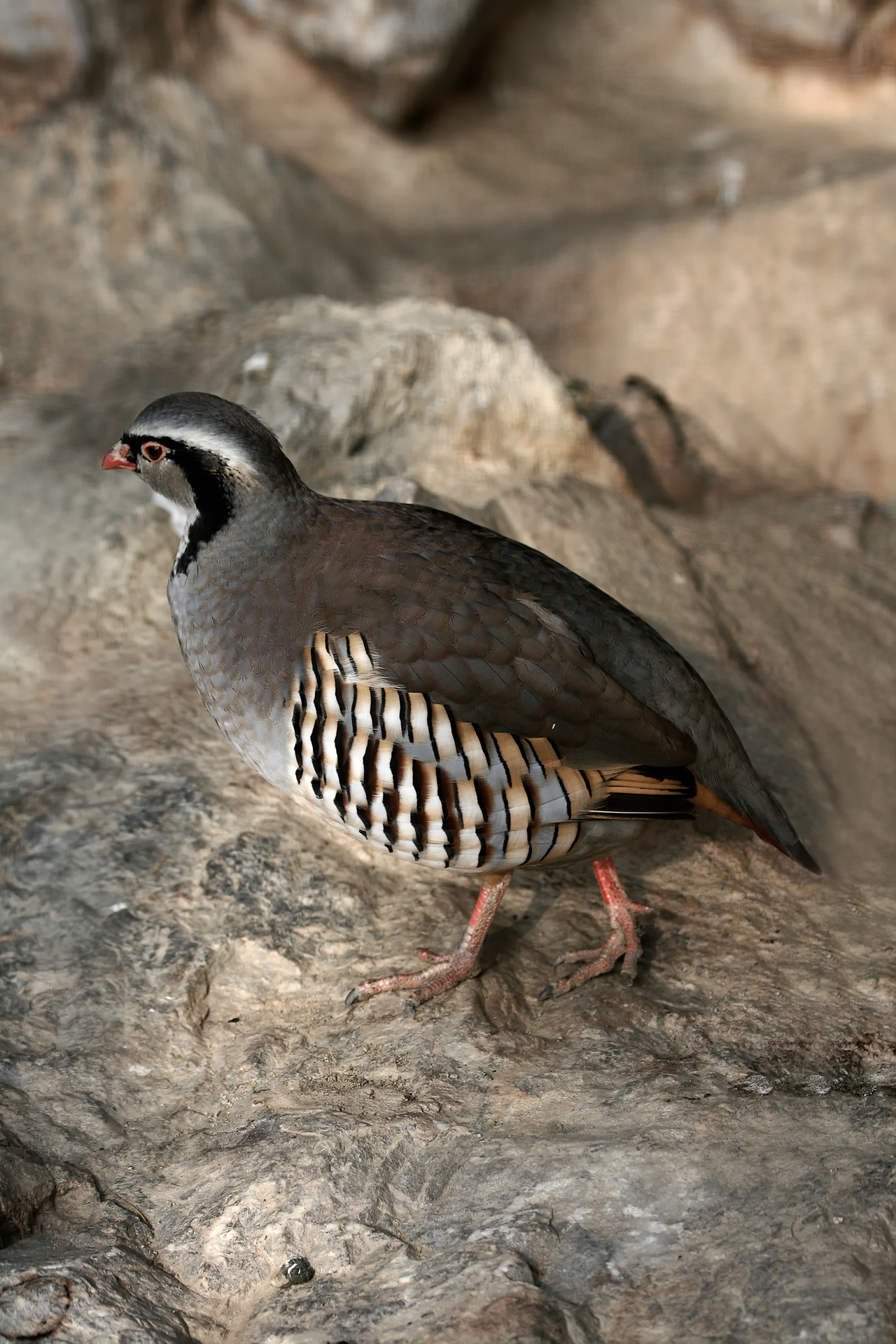
Młoda góropatwa skalna

## Charakterystyka

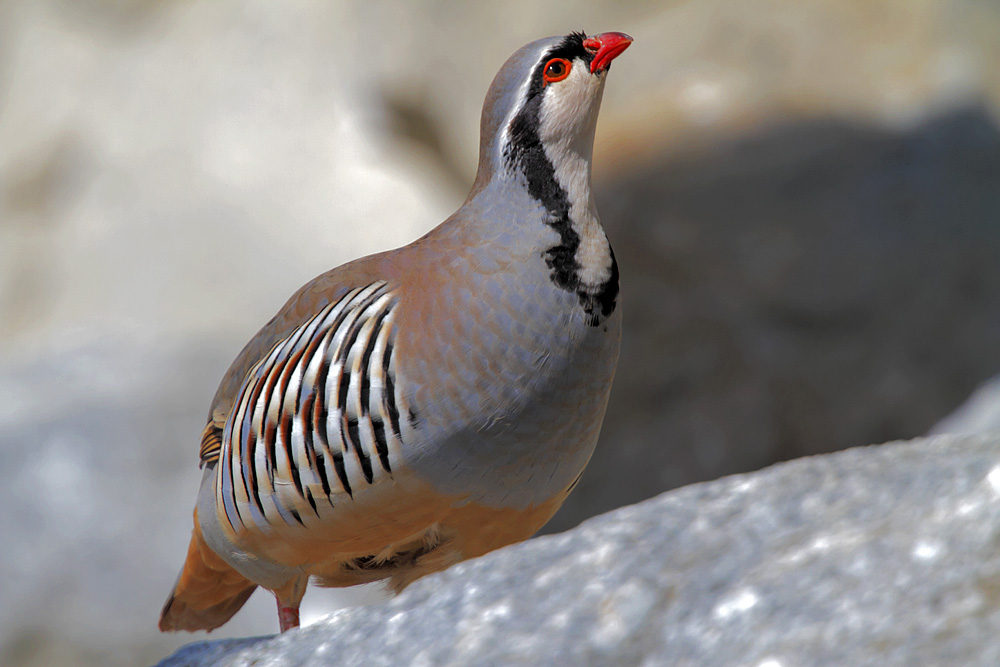
Dorosły osobnik

Trudna do odróżnienia od innych gatunków góropatw, zwłaszcza od góropatwy azjatyckiej, od której różni się czysto białym, a nie kremowym gardłem, czarnym kantarkiem, gęściej pręgowanymi bokami oraz bardziej błękitnym niż brązowym odcieniem szarego grzbietu.
Wygląd zewnętrzny: Obie płci ubarwione podobnie, ale samica nieco mniejsza od samca, z mniej wyrazistym wzorem. U samca obecne guzki na skoku. Młode mniej kontrastowo ubarwione. 
Rozmiary: długość ciała 33–37 cm, rozpiętość skrzydeł 46–53 cm
Masa ciała: samiec 550–850 g, samica 410–650 g

## Występowanie

### Środowisko
Stoki górskie z wapiennymi skałami, niską trawą oraz pojedynczymi drzewami i krzewami. Bardziej niż góropatwa azjatycka związana z terenami wysokogórskimi. 

### Zasięg występowania
Alpy, Półwysep Apeniński i Bałkański.

## Tryb życia i zachowanie
Gatunek osiadły, zimą może tworzyć stada i schodzić na niżej położone tereny górskie. Przed zagrożeniem często ucieka, biegnąc pod górę.

### Głos
Wydawane głosy to czterosylabowe „czer-ciriczi”, czyste „wit wit wit” i ostre „picz-i”.

## Rozród

### Okres godowy
Zimowe stada zaczynają się rozpadać już w lutym, od marca-kwietnia zaczyna bronić terytorium. Gatunek monogamiczny, zazwyczaj tworzy trwałe pary, chociaż obserwowano pojedyncze przypadki bigamii.
Gniazdo: Miejsce na założenie gniazda wybiera samiec, jednak to samica wygrzebuje zagłębienie, w którym składa jaja.

### Okres lęgowy

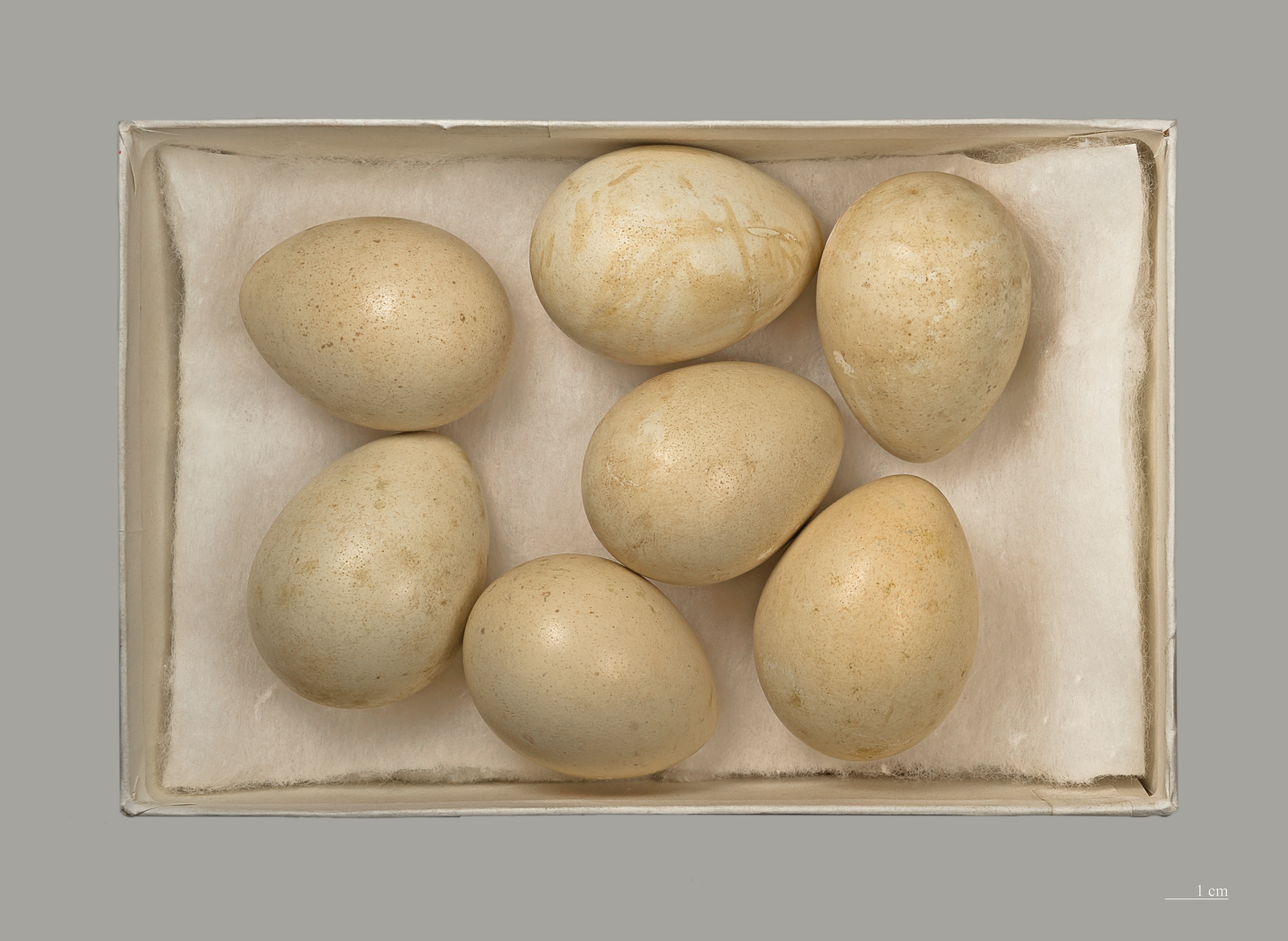
Jaja podgatunku A. g. graeca

Termin składania jaj zależy od regionu, w Alpach od połowy maja do czerwca, w Grecji od kwietnia do czerwca. 
Jaja: składa 8–14 jaj.
Wysiadywanie: Jaja są wysiadywane zarówno przez samicę, jak i przez samca, przez 24–26 dni. Po złożeniu połowy jaj, samica zostawia je do wysiadywania samcowi, a sama przystępuje do budowy drugiego gniazda, w którym znosi pozostałe jaja. Pisklęta wysiadywane przez samca wykluwają się szybciej. Ten typ gniazdowania jest częsty u ptaków gnieżdżących się na ziemi.
Pisklęta: kremowo-brązowy wierzch, spód jaśniejszy. Zagniazdowniki. Młode osiągają rozmiary rodziców po 90 dniach, zaś po 120 dniach ważą tyle co osobniki dorosłe.

## Pożywienie
Dominuje pokarm roślinny: nasiona, owoce i zielone części roślin. Samice i młode chętnie uzupełniają dietę owadami, głównie konikami polnymi, chrząszczami, mrówkami, larwami muchówek i motyli.

## Status, zagrożenie i ochrona
Międzynarodowa Unia Ochrony Przyrody (IUCN) od 2012 roku uznaje góropatwę skalną za gatunek bliski zagrożenia (NT – near threatened), wcześniej (od 1988 roku) miała ona status najmniejszej troski (LC – least concern).
Gatunek szeroko rozpowszechniony i liczny (w 2015 roku szacowany na 83,5–147 tysięcy dorosłych osobników. Liczebność populacji w większości zajmowanego obszaru maleje, aczkolwiek nie są to zmiany bardzo gwałtowne. Główną przyczyną jest utrata siedlisk w wyniku intensyfikacji rolnictwa i urbanizacji, poza tym jest to w wielu krajach gatunek łowny. 